# James Dean
James Dean (Marion, Indiana, 8 de febrer de 1931 – Cholame, Califòrnia, 30 de setembre de 1955) fou un actor de cinema estatunidenc. Gràcies a només tres pel·lícules, on hi interpretà personatges simbolitzant el jovent desorientat dels anys 50, esdevingué l'ídol d'una generació. Això i la seva mort prematura en el seu moment de màxim èxit, amb només 24 anys, l'han convertit en una icona del cinema. Fou el primer actor nominat per un Oscar de manera pòstuma.

## Infància
James Dean era fill únic de Winton Dean i Mildred. Sis anys després, el seu pare va abandonar la seva feina a la granja per treballar de dentista, i la seva família es va traslladar a Santa Monica (Califòrnia).
James Dean va ser enviat llavors a Fairmount (Indiana), a viure amb els seus oncles, Marcus i Ortense Winslow. A l'escola secundària, comença a fer teatre i juga a bàsquet. La seva alçada (1m73, segons IMDB) no li va impedir de ser un molt bon jugador, però la seva miopia li va impedir estar destacar plenament en aquest esport. Després de graduar-se el 1949, quan tenia 18 anys, va deixar Fairmount per anar cap a Los Angeles, amb el seu pare que s'havia tornat a casar.
Ingressà a la Universitat de Santa Mònica, on es va integrar a la germanor de Sigma Nu. Després va ser transferit a la Universitat de Califòrnia a Los Angeles. Va ser aleshores que s'involucra totalment en el teatre, provocant una de les principals causes de desacord amb el seu pare: el deixà per anar a viure a un apartament amb el seu amic William Bast. Els seus ingressos provenien de treballs que va ocupar, com a vigilant d'un aparcament.

## Carrera

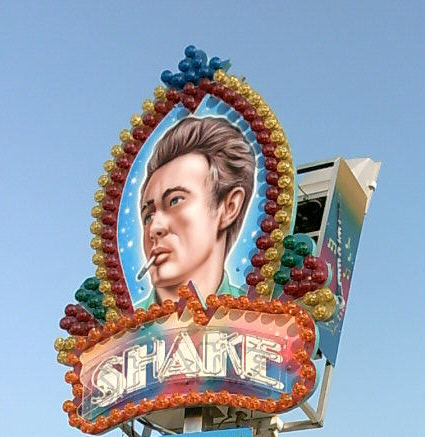
Retrat de James Dean a prop d'un comerç

James Dean va començar la seva carrera actuant en un pub per la Pepsi-Cola. Va deixar la universitat per dedicar-se totalment a la seva passió d'actor i va estudiar teatre a l'Actors Studio de Nova York. Després va aparèixer en diverses sèries de televisió com: Kraft Television Theater, Studio One, Lux Video Theatre, Danger, Robert Montgomery Presents i General Electric Theater.
També va actuar al teatre, on va conèixer un gran èxit a Broadway, a Nova York amb l'obra d'André Gide, L'immoralista, que el va llançar en el món del cinema.
Va sortir a diverses pel·lícules no gaire conegudes, però el seu paper de Cal Trask a A l'est de l'edèn per la que va rebre una nominació a l'Oscar al millor actor secundari (primera nominació pòstuma en la història dels Oscar), que el va fer famós i va revelar el seu geni dramàtic. A continuació, Rebel sense causa, Gegant, la seva última pel·lícula que també va rebre una nominació per l'Oscar al millor actor.

### A l'est de l'edèn
El director Elia Kazan va anar a veure una de les poques representacions de L'immoralista i, fascinat per la feina de James Dean, va veure-hi el personatge de Cal Trask. Durant les proves pel paper d'Aron, James Dean va fer una presa amb un actor encara desconegut aleshores (Paul Newman), però finalment no va obtenir el paper que va anar per Richard Dávalos.
Elia Kazan va dir d'ell: Vaig triar Jimmy perquè era Cal. No hi ha dubte, ningú no ho podria fer millor que ell.
El 8 de març de 1954, James Dean va deixar Nova York i va anar a Los Angeles per iniciar el rodatge. Va fer el paper d'un jove a la recerca de l'amor del seu pare, interpretat per Raymond Massey.
A la pel·lícula, la relació entre Cal, el personatge interpretat per James Dean, i el seu pare és més que complicada, és conflictiva. Aquesta relació va ser encara més conflictiva durant el rodatge, la relació entre James Dean i Raymond Massey va ser elèctrica. Aquesta electricitat es deu probablement a la relació que James Dean tenia amb el seu pare.

### Rebel sense causa

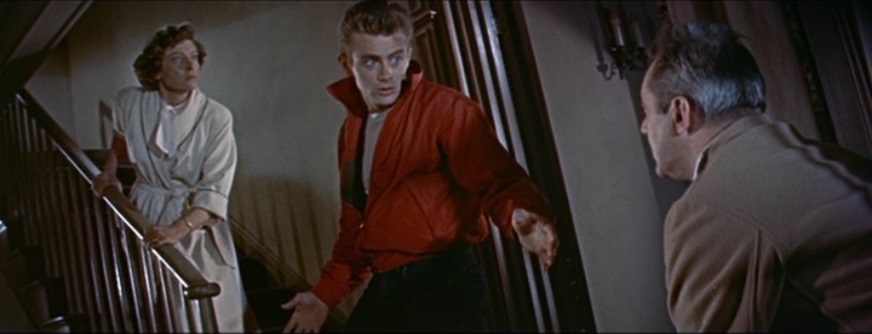
Rebel sense causa

Va continuar el seu ràpid ascens interpretant el paper principal a Rebel sense causa, una pel·lícula que sens dubte va canviar els adolescents de l'època. Amb aquesta pel·lícula els pantalons texans es van erigir en símbol de rebel·lia. L'escàndol fou considerable i s'arribà a prohibir-ne l'ús en teatres, restaurants i escoles.
Les altres estrelles de la pel·lícula va ser Natalie Wood i Sal Mineo. El director Nicholas Ray va deixar que la imaginació de James Dean es desenvolupés per recrear el personatge de Jim Stark. L'escena culta reflecteix la temeritat de la joventut de l'època: la famosa cursa de cotxes entre els personatges de Jimmy i Buzz.
Durant la pel·lícula, James Dean va començar la passió per l'automobilisme i va comprar el seu primer Porsche 356 Speedster Super 1500 (xassís número 80126) amb el qual va guanyar algunes carreres.

### Gegant
Gegant es va estrenar un any després de la mort de James Dean, el 1956, i es veu Dean interpretar un paper secundari al costat d'Elizabeth Taylor i de Rock Hudson. No tenia el paper principal però la majoria dels crítics de l'època van dir que Dean era de manera incontestable l'estrella de la pel·lícula. La pel·lícula, que es desenvolupa sobre un període de 50 anys, conta la història dels texans durant aquest període.
Va ser l'última pel·lícula de James Dean, per al qual va ser igualment nominat com a millor actor. Només dues setmanes després del final del rodatge de la pel·lícula, James Dean va morir en un accident de cotxe, cosa que va obligar la producció a utilitzar una altra veu per acabar la sincronització de la pel·lícula.

## La seva mort

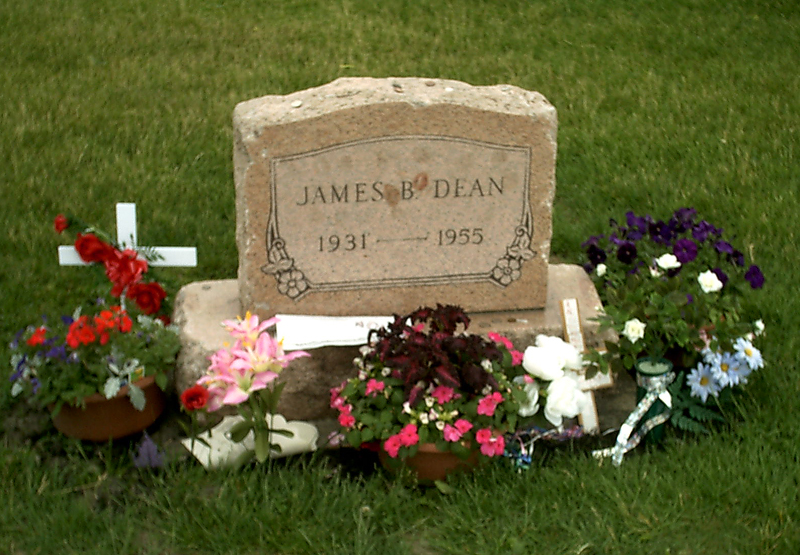
Sepultura de James Dean.

Era un apassionat de les curses automobilístiques i havia aconseguit diverses victòries. Un dels seus passatemps favorits era córrer a fons pels carrers de Los Angeles (s'escapava dels cotxes de policia).
James Dean volia participar en una competició automobilística al nord de Califòrnia. Va sortir ben d'hora de Los Angeles, amb Rolf Wutherich, el seu mecànic. Durant el trajecte, el van aturar en un control de policia i el van multar per excés de velocitat.
Després d'haver circulat gairebé 4 hores, James Dean estava a punt de travessar Cholame, una petita ciutat de Califòrnia. En aquell moment, un jove estudiant, Donald Turnupseed, venia per la carretera 41 amb un Ford Sedan, molt més ràpid que James, que era prudent. Dies abans havia rodat un anunci en el qual deia als joves que fossin prudents a la carretera. James Dean anava per l'autopista 466. El jove estudiant no va cedir el pas, probablement perquè no pensava que el bòlid anava tan de pressa. S'ha parlat també de la manca de visibilitat: en efecte el Porsche de James Dean és un cotxe molt baix. Els dos cotxes van xocar de ple segons dos policies testimonis de l'escena. El passatger del cotxe, Rolf Wutherich, va xocar amb el tauler de control abans de ser projectat fora del cotxe. El jove estudiant se'n va sortir amb només alguns hematomes. James Dean, per la seva part, va morir de cop. La seva defunció va ser anunciada a les 17h59 el 30 de setembre de 1955.
James Dean tot just havia acabat el rodatge de Gegant. Ironia de la sort, una clàusula del seu contracte li prohibia les proves automobilístiques o les conduccions perilloses durant tota la durada del rodatge. Havia gravat poc abans un clip per a la prevenció d'accidents de carretera, incitant la gent a conduir amb prudència.
Va ser enterrat en el Park Cemetery a Fairmount (Indiana). El seu epitafi: «Cal viure de pressa, morir jove, fer un bonic cadàver».
L'estudiant que no havia cedit el pas a James Dean va morir d'un càncer el 1995, tement tota la seva vida la venjança dels fans de James Dean.

## Porsche 550 Spyder

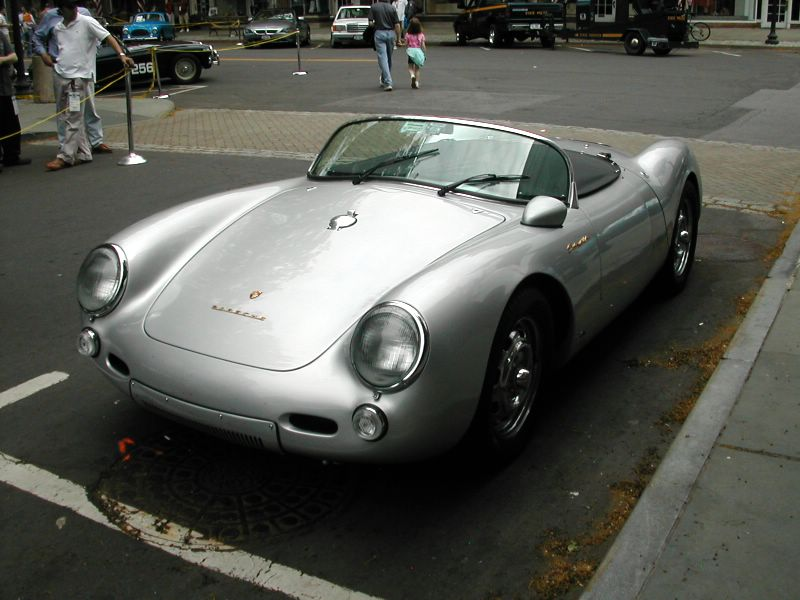
Porsche 550 Spyder

Va ser el 1955 quan James Dean va adquirir un dels 90 Porsche 550 Spyder fabricats per Porsche, que anomena Little Bastard  («petit malparit»).
Era un cotxe esportiu molt eficient, especialment creat per a la competició. James Dean ja havia encarregat un altre cotxe, un Lotus, però el seu encàrrec havia arribat tard. Ara bé li calia absolutament un cotxe per participar en una pròxima carrera. Visitant el garatge de Los Angeles on l'importador dels Porsche exposava les novetats, es va enamorar de l'Spyder 550, i el va comprar.
El cotxe s'ha fet cèlebre malgrat ell, ja que no ha mort només l'estrella del cinema, sinó igualment algunes altres persones en els anys que van seguir.
Molta gent va creure que el vehicle de l'actor estava maleït. Georges Barris, qui ha personalitzat el cotxe de James Dean, va compra les restes del vehicle per a 2.500 dòlars i es va fracturar la cama algun temps més tard.
Poc després, va vendre el motor i la transmissió a dos metges Troy McHenry i William Eschrid. Fent una carrera, l'un va morir xocant contra un arbre després d'haver perdut el control del seu cotxe, mentre que l'altre es va ferir greument després que el seu cotxe sortís de la carretera.
Brames va vendre els pneumàtics del cotxe: van causar un accident de cotxe al comprador, malgrat que eren en bon estat.
Dos joves van intentar robar el cotxe però un d'ells, agafant el volant del Porsche, es va obrir el braç a causa d'un tros de metall esmicolat. Més tard, un altre home es va ferir intentant robar el seient del conductor. Finalment, Brames va decidir d'amagar el cotxe, fins que va ser recuperat per la California Highway Patrol per exposar-lo com a exemple dels accidents de la carretera.
La primera exposició va conèixer un desastre: en efecte, es va declarar un incendi, destruint tots els cotxes dels voltant del local i només aquest cotxe en va sortir indemne. En la segona, en un institut, el cotxe va caure i va trencar la cama d'un estudiant. A la carretera a Salinas, el camió que transportava el vehicle va tenir un accident i el conductor es va ferir, a causa del Porsche. En dues altres ocasions, el vehicle s'escapà dels camions sense causar accidents greus, però trencant el parabrisa d'un vehicle.
Finalment, el 1959, va ser l'última exposició del cotxe en onze peces, ja que el 1960 va desaparèixer misteriosament amb el camió on era. Mai més no s'ha tornat a veure el Little Bastard .
Entre altres vehicles, James Dean tenia també nombroses motos.

## Herència
James Dean ha estat un dels cinc actors a haver estat nominat a la categoria al millor actor en el seu primer paper, i l'únic que ha estat candidat dues vegades després de la seva mort.
Dues pel·lícules de 1955, Rebel sense causa  i Blackboard Jungle , són els més citats per expressar la rebel·lió dels joves adolescents dels anys 1950 i han tingut un paper amb el rock and roll, fins a esdevenir un fenomen. Des de la sortida de Rebel sense causa i la interpretació de James Dean, un bon nombre d'adolescents del món sencer s'ha posat a idealitzar James Dean i a considerar-ho com la perfecta representació del malestar de la joventut en aquell temps. Aquest extraordinari paper ha fet conèixer, sens dubte, l'enorme talent de Dean, i des d'aquell dia trobem un bon nombre d'actors que poden dir que han estat influenciats per Dean. Un d'ells és Elvis Presley, que va afirmar fins i tot en una de les seves entrevistes que hauria esperat haver tingut una carrera similar a la del jove actor.
Alguns diaris han comparat el jove actor River Phoenix a James Dean a causa del seu increïble talent però igualment a causa de la seva tràgica mort quan tenia només 23 anys.
De manera incontestable, el talent de James Dean conserva una influència durable sobre la joventut. Avui encara, adolescents es reconeixen en els seus personatges de rebel. James Dean deixa un rastre important, universal i intemporal al món del cinema.
La Llegenda de Jimmy és una comèdia musical de Michel Berger i Luc Plamondon inspirada per la vida de James Dean.

## Vida privada
Malgrat les diferents biografies de l'actor que afirmen la seva homosexualitat o la seva heterosexualitat, James Dean era, de fet, bisexual. Durant la seva adolescència, va tenir una relació homosexual amb el sacerdot James DeWeerd, i és aquest mateix sacerdot qui va celebrar el seu enterrament. Diferents biografies de l'actor diuen que sortia tots els vespres a Nova York i que, cada vespre, tenia una conquesta diferent, ja fos home o dona. Va tenir grans relacions amoroses. La primera va ser la ballarina Liz Sheridan, amb qui va viure quan era a Nova York; la seva relació va durar una mica més d'un any. Liz Sheridan afirmà més tard en la seva biografia que James Dean havia tingut una relació amb el productor Rogers Brackett. Va sortir llavors amb Geraldine Page, la seva companya a L'immoralista. Aquesta relació va durar només 3 mesos, ja que James Dean havia de marxar al rodatge d'A l'est de l'Éden.
Una de les seves principals relacions fou amb William Bast, el seu amic i amant, amb el qual va sortir dels 19 als 24 anys, amb fases amoroses i amistoses. William Bast en parla al seu llibre La meva vida amb James Dean.
Però la relació amorosa que el va marcar més va ser amb l'actriu italiana Pier Angeli, que va conèixer en el rodatge d'A l'est de l'edèn mentre ella estava rodant amb Paul Newman El calze de plata. La mare de Pier Angeli es va oposar a aquesta relació perquè James Dean no era creient i perquè no suportava les seves males maneres; això en va causar la ruptura malgrat que James Dean i Pier Angeli havien considerat de casar-se. Uns dies més tard, es van anunciar el casament entre Pier Angeli i el cantant Vic Damone.
Dean va tenir una curta relació amb l'actriu Maila Nurmi (va ser una de les primeres amigues de James Dean a revelar la bisexualitat d'aquest als periodistes) i també amb l'actriu Ursula Andress, que era la seva xicota quan va morir.

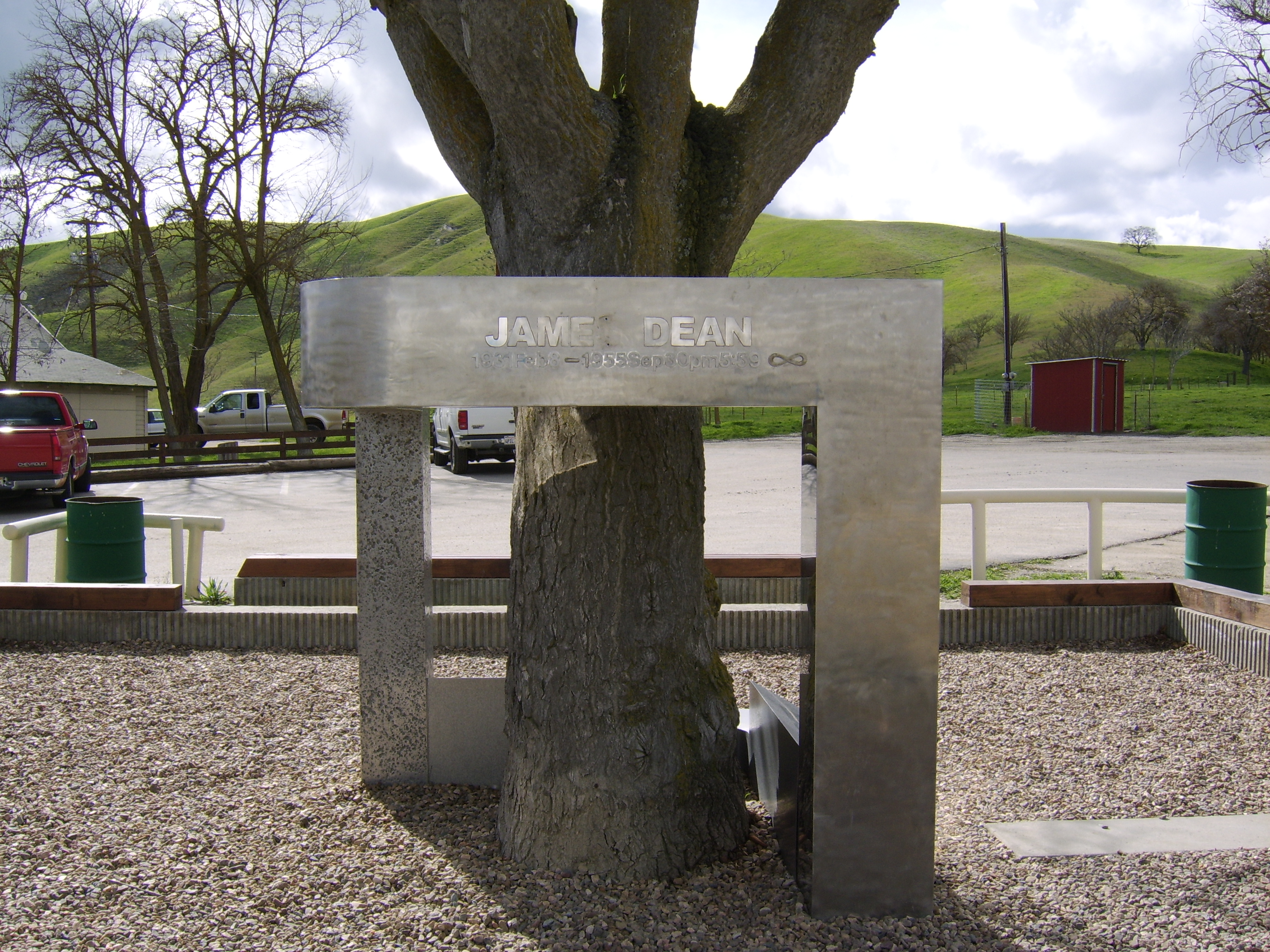
Memorial de James Dean a Cholame

## Memorial
El 1977, es va construir el memorial de James Dean a Cholame. Està compost d'una escultura estilitzada de formigó i d'acer inoxidable, feta al Japó, per Seita Ohnishi, i ella mateixa va escollir l'indret de l'accident per edificar-lo.
Les dates i hores del naixement i mort de James Dean estan gravades sobre aquesta escultura amb una de les frases preferides de l'actor, treta d'El Petit Príncep: «L'essència és invisible als ulls».

## Filmografia

### Cinema
- 1951: Fixed Bayonets! de Samuel Fuller
- 1952: Sailor Beware de Hal Walker
- 1952: Has Anybody Seen My Gal? de Douglas Sirk
- 1953: Trouble Along the Way de Michael Curtiz
- 1955: A l'est de l'edèn (East of Eden) d'Elia Kazan
- 1955: Rebel sense causa (Rebel Without a Cause) de Nicholas Ray
- 1956: Gegant (Giant) de George Stevens

### Televisió
- Father Peyton’s Family Theatre, Hill Number One (25 de març de 1951)
- The Web, Sleeping Dogs (20 de febrer de 1952)
- Studio One, Ten Thousand Horses Singing (3 de març de 1952)
- Lux Video Theater, The Foggy, Foggy Dew (17 de març de 1952)
- Kraft Television Theater, Prologue to Glory (21 de maig de 1952)
- Studio One, Abraham Lincoln (26 de maig de 1952)
- Hallmark Hall of Fame, Forgotten Children (2 de juny de 1952)
- The Kate Smith Show, Hounds of Heaven (15 de gener de 1953)
- Treasury Men In Action, The Case of the Watchful Dog (29 de gener de 1953)
- You Are There, The Capture of Jesse James (8 de febrer de 1953)
- Danger, No Room (14 d'abril de 1953)
- Treasury Men In Action, The Case of the Sawed-Off Shotgun (16 d'abril de 1953)
- Tales of Tomorrow, The Evil Within (1r de maig de 1953)
- Campbell Soundstage, Something For An Empty Briefcase (17 de juliol de 1953)
- Studio One Summer Theater, Sentence of Death (17 d'agost de 1953)
- Danger, Death Is My Neighbor (25 d'agost de 1953)
- The Big Story, Rex Newman, Reporter for the Globe and News (11 de setembre de 1953)
- Omnibus, Glory In Flower (4 d'octubre de 1953)
- Kraft Television Theater, Keep Our Honor Bright (14 d'octubre de 1953)
- Campbell Soundstage, Life Sentence (16 d'octubre de 1953)
- Kraft Television Theater, A Long Time Till Dawn (1 de novembre de 1953)
- Armstrong Circle Theater, The Bells of Cockaigne (17 de novembre de 1953)
- Robert Montgomery Presents the Johnson's Wax Program, Harvest (23 de novembre de 1953)
- Danger, The Little Women (30 de març de 1954)
- Philco TV Playhouse, Run Like A Thief (5 de setembre de 1954)
- Danger, Padlocks (9 de novembre de 1954)
- General Electric Theater, I'm A Fool (14 de novembre de 1954)
- General Electric Theater, The Dark, Dark Hour (12 de desembre de 1954)
- U.S. Steel Hour, The Thief (4 de gener de 1955)
- Lux Video Theatre, The Life of Emile Zola (10 de març de 1955)
- Schlitz Playhouse of Stars, The Unlighted Road (6 de maig de 1955)

## Teatre
Broadway
- See the Jaguar (1952)
- L'immoralista (1954) – a partir de l'obra d'André Gide

Off Broadway
- The Metamorphosis (1952) – de l'obra de Franz Kafka
- The Scarecrow (1954)
- Women of Trachis (1954)

## Premis i nominacions
Premis
- 1956: Globus d'Or (pòstum) al millor actor dramàtic per A l'est de l'edèn
- 1957: Premi Henrietta (pòstum)

Nominacions
- 1955: Oscar al millor actor pòstum per A l'est de l'edèn
- 1956: Oscar al millor actor pòstum per Gegant